# Veliki nandu
Veliki nandu (lat. Rhea americana) je južnoamerička vrsta ptice neletačice. Njen areal je istočni dio Južne Amerike. Ne samo što je najveća vrsta roda Rhea, nego je i najveća živuća američka ptica. 

## Opis
Odrasli u prosjeku teže 20 – 27 kilograma i dugi su 129 cm od repa do kljuna. Visoke su 1,5 metar. Mužjaci su uglavnom veći od ženki i mogu težiti do 40 kilograma i biti dugi preko 150 cm. 
Noge su im duge i snažne i imaju tri prsta. Krila kod nandua su relativno duga; koriste ih tijekom naglih zaokreta u trku za održavanje ravnoteže. 
Perje je sivo ili smeđo, s velikom induvidualnom varijacijom. Mužjaci su uglavnom tamniji od ženki. U divljini – posebno u Argentini – se ponekada pojave jedinke s bijelim perjem i plavim očima, kao i albino jednike. Tek izlegli ptići su sivi s tamnim vodoravnim prugama.

### Podvrste
Postoji pet podvrsta nandua, koje je teško razlikovati: 
- R. americana americana – sjever i istok Brazila.
- R. americana intermedia – Uragvaj i jugoistok Brazila.
- R. americana nobilis – istok Paragvaja.
- R. americana araneipes – Paragvaj i Bolivija.
- R. americana albescens – pampe Argentine južno do provincije Rio Negro.

## Rasprostranjenost i ponašanje
Nandu je nedemičan za Argentinu, Boliviju, Brazil, Paragvaj i Uragvaj. Ova vrsta nastanjuje pampe, šikare, pa čak i pustinje, iako više voli mjesta s barem malo visoke vegetacije. Ne nastanjuje južnoameričke tropske kišne šume. Tijekom sezone parenja ostaju blizu vode. 
Malena populacija nandua živi u Njemačkoj. Tri para su pobjegla s farme u Groß Grönauu, Schleswig-Holstein, u kolovozu 2000. godine. Preživjele su zimu i razmnožile se u staništu koje je slično onom u Južnoj Americi. Na kraju su prošli rijeku Wakenitz i ostale živjeti tamo. U listopadnu 2008. dva njemačka znanstvenika su izbrojala oko 100 ptica. 
Ti nandui su zaštićeni u Njemačkoj slično kao i u Južnoj Americi. 

### Ishrana i grabežljivci
Nandui se hrane korjenjem biljaka, lišćem, sjemenjem i malenim životinjama kao što su kukci. 
Prirodni grabežljivci odraslih nandua su puma i jaguar. Psi ponekada ubijaju mlade ptice, a Caracara plancus ubija tek izlegle ptiće. Pasanci ponekada jedu jaja nandua. 

### Razmnožavanje
Nandui se razmnožavaju u toplijim mjesecima, između kolovoza i siječnja, ovisno o klimi. I mužjaci i ženke su poligamni (ženka se pari s jednim mužjakom, snese jaja i ostavi ga da ih čuva, a ona odlazi pariti se s drugim). Svaka od nekoliko ženki nese do deset jaja u gnijezdo, a mužjak ih zatim inkubira 35 – 40 dana. 
Jaja su zelenkastožuta kad su tek snesena, ali postanu blijedokrem boje jer budu izložena na svjetlosti. Gnijezdo je udubina prekrivena travom koju pravi mužjak. Svi se ptići, nakon inkubacije, izlegu u roku od 36 sati; izgleda da prvi ptići koji su spremni da se izlegu još u jajetu proizvode zvukove, koje čuju ptići u drugim jajima. Tako uspjevaju koordinirati istovremeno izleganje. Nandui su spolno zreli s 14 mjeseci starosti.

## Drugi projekti
|  | Zajednički poslužitelj ima još gradiva o temi nandu |
|  | Wikivrste imaju podatke o taksonu nanduu            |